# 생랑베르 광장

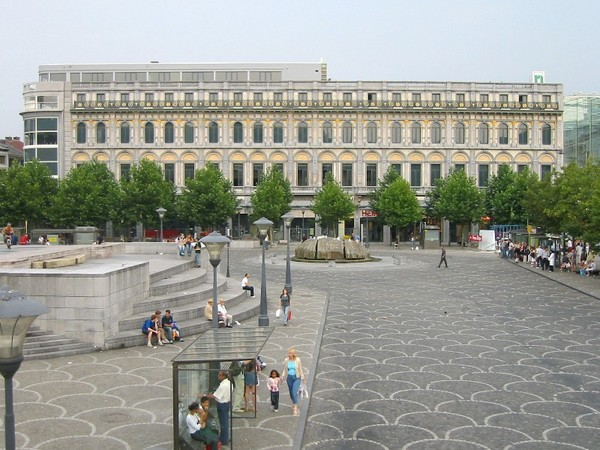
생랑베르 광장

생랑베르 광장(Place Saint-Lambert)은 벨기에 리에주에 있는 광장이다.